# Antônio José Henriques
Antônio José Henriques (18 de agosto de 1805 — 20 de julho de 1895) foi um político brasileiro.

## Vida
Foi presidente das províncias da Paraíba por duas vezes, de 22 de fevereiro a 7 de abril de 1840 e de 5 de setembro a 7 de setembro de 1840, e de São Paulo, de 17 de novembro de 1860 a 14 de maio de 1861.
Formou-se em Ciências Jurídicas e Sociais pela Faculdade de Direito de Olinda, em 1833.
Em sua terra natal, foi deputado provincial na segunda legislatura, de 1838 a 1839. Em seguida, foi escolhido deputado à Assembleia Geral, cargo este que ocupou diversas vezes entre 1843 e 1889.
Era pai do desembargador Antônio da Trindade Antunes Meira Henriques e irmão do cônego Leonardo Antunes Meira Henriques.